# 地方政府区 (尼日利亚)

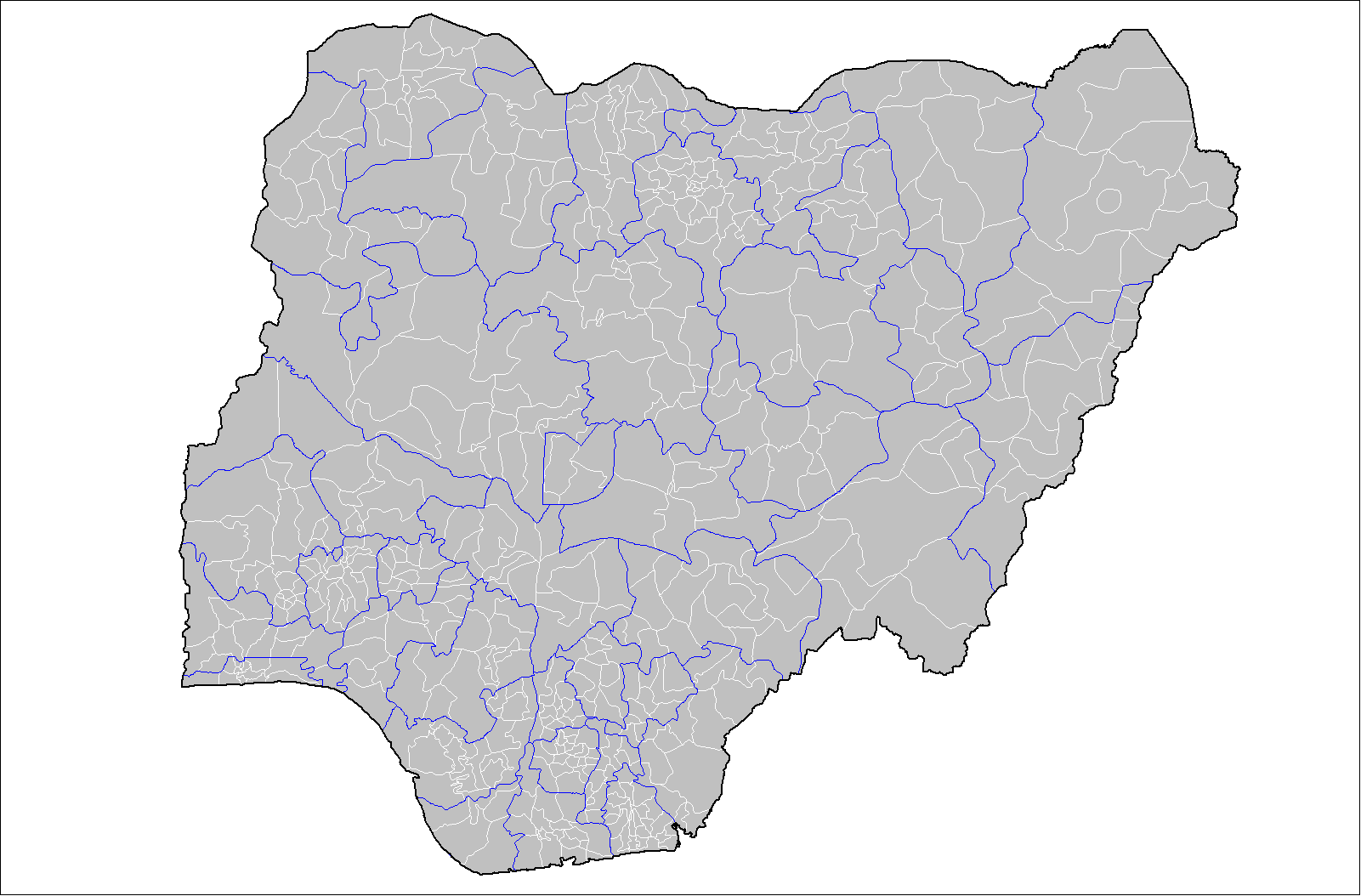
白色線為尼日利亚各個地方政府区的分界線

尼日利亚有774个地方政府区（英語：Local Government Areas，LGAs），地方政府区是尼日利亞州以下的行政區劃。每个地方政府区由地方政府委员会（Local Government Council）負責管理，委员会由一名主席和其他当选成员组成，主席是地方政府的行政长官。